# 29 stycznia
29 stycznia jest 29. dniem w kalendarzu gregoriańskim. Do końca roku pozostało 336 (w latach przestępnych 337) dni.

## Święta
- Imieniny obchodzą: Aniela, Bolesława, Bona, Ewangelina, Gildas, Ismena, Konstancjusz, Maur, Papiasz, Sabrina, Sulpicja, Sulpicjusz, Waleriusz, Wielisława, Zdziesław, Zdzisław i Żelisław.
- Nepal – Dzień Męczenników
- Wspomnienia i święta w Kościele katolickim[1][2] obchodzą:
  - św. Aniela Merici (dziewica)
  - bł. Archaniela Girlani (dziewica)
  - bł. Bolesława Lament
  - św. Józef Freinademetz (prezbiter)
  - św. Sulpicjusz Sewer (biskup)
  - św. Waleriusz z Trewiru (biskup)

## Wydarzenia w Polsce
- 1402 – Król Polski Władysław II Jagiełło poślubił swą drugą żonę Annę Cylejską.
- 1429 – Zjazd łucki: przerwano negocjacje Witolda Kiejstutowicza, Władysława II Jagiełły i Zygmunta Luksemburskiego. Władcy Litwy, Polski i Węgier nie zgodzili się na koronację Witolda.
- 1655 – IV wojna polsko-rosyjska: rozpoczęła się bitwa pod Ochmatowem.
- 1770 – Konfederaci barscy ponieśli klęskę w bitwie z wojskami rosyjskimi pod Kcynią.
- 1774 – Założono lożę wolnomularską „Karola pod Trzema Hełmami na wschodzie Warszawy”.
- 1807 – IV koalicja antyfrancuska: w nocy z 28 na 29 stycznia wojsko pruskie zaatakowało i zdobyło Skarszewy, bronione przez kilkuset polskich jeźdźców w służbie francuskiej pod dowództwem majora Ulatowskiego.
- 1831 – Powstanie listopadowe: Sejm powołał Rząd Narodowy.
- 1907 – We Lwowie założono Karpackie Towarzystwo Narciarzy.
- 1913 – Otwarto Teatr Polski w Warszawie.
- 1919 – Polsko-czechosłowacka wojna graniczna: rozpoczęła się bitwa pod Skoczowem.
- 1920 – Wojsko Polskie wkroczyło do Czerska, Starogardu Gdańskiego i Tucholi.
- 1943 – Niemiecka żandarmeria spacyfikowała wsie Budy i Huta Dzierążyńska na Zamojszczyźnie, mordując 71 Polaków oraz wieś Sumin, gdzie zamordowano 50 osób, w większości Ukraińców.
- 1944:
  - W Koniuchach (obecnie Litwa) sowieccy (rosyjscy i litewscy) i żydowscy partyzanci dokonali mordu na co najmniej 38 Polakach.
  - W okolicach Podłęża oddział AK „Błyskawica” dokonał nieudanego zamachu na jadącego pociągiem do Lwowa gubernatora Hansa Franka.
- 1945:
  - Armia Czerwona zajęła miasta: Dobiegniew, Drezdenko, Jordanów, Kuźnia Raciborska, Nowy Targ, Strzelce Krajeńskie i Zakopane.
  - Rozpoczęły się walki o przełamanie Wału Pomorskiego.
- 1946:
  - Oddział Pogotowia Akcji Specjalnej Narodowego Zjednoczenia Wojskowego dowodzony przez Romualda Rajsa ps. „Bury” dokonał mordu na 16 mieszkańcach wsi Zaleszany na Podlasiu i całą ją spalił.
  - Założono przedsiębiorstwo rybołówstwa dalekomorskiego Dalmor.
- 1955 – Otwarto „Okrąglak” w Poznaniu.
- 1957 – W więzieniu na Montelupich w Krakowie został powieszony seryjny morderca Władysław Mazurkiewicz.
- 1971 – Premiera filmu Przystań w reżyserii Pawła Komorowskiego.
- 1981 – W Łodzi rozpoczął się strajk studentów uczelni łódzkich, który doprowadził m.in. do rejestracji Niezależnego Zrzeszenia Studentów.
- 1983 – Wyemitowano pierwsze wydanie telewizyjnego programu interwencyjnego Sprawa dla reportera.
- 1985 – Polska ratyfikowała Umowę o głównych drogach ruchu międzynarodowego.
- 1986 – Odbyło się pierwsze losowanie Super Lotka.
- 1990 – Po raz ostatni wyprowadzono sztandar Polskiej Zjednoczonej Partii Robotniczej. Oznaczało to jej samorozwiązanie.
- 1997 – Stanisław Lem został Honorowym Obywatelem Miasta Krakowa.
- 1998 – Ukazało się pierwsze wydanie Naszego Dziennika.
- 2002 – Zarejestrowano Związek Kontroli Dystrybucji Prasy.
- 2003 – Podczas awaryjnego lądowania w Murzasichlu został zniszczony śmigłowiec PZL W-3 Sokół należący do TOPR.
- 2010 – Agencja Rozwoju Przemysłu podpisała z włosko-brytyjskim producentem śmigłowców AgustaWestland umowę sprzedaży 87,62% akcji Wytwórni Sprzętu Komunikacyjnego „PZL-Świdnik”.
- 2012 – Otwarto Stadion Narodowy w Warszawie.
- 2023 – Odbył się 31. Finał Wielkiej Orkiestry Świątecznej Pomocy.

## Wydarzenia na świecie

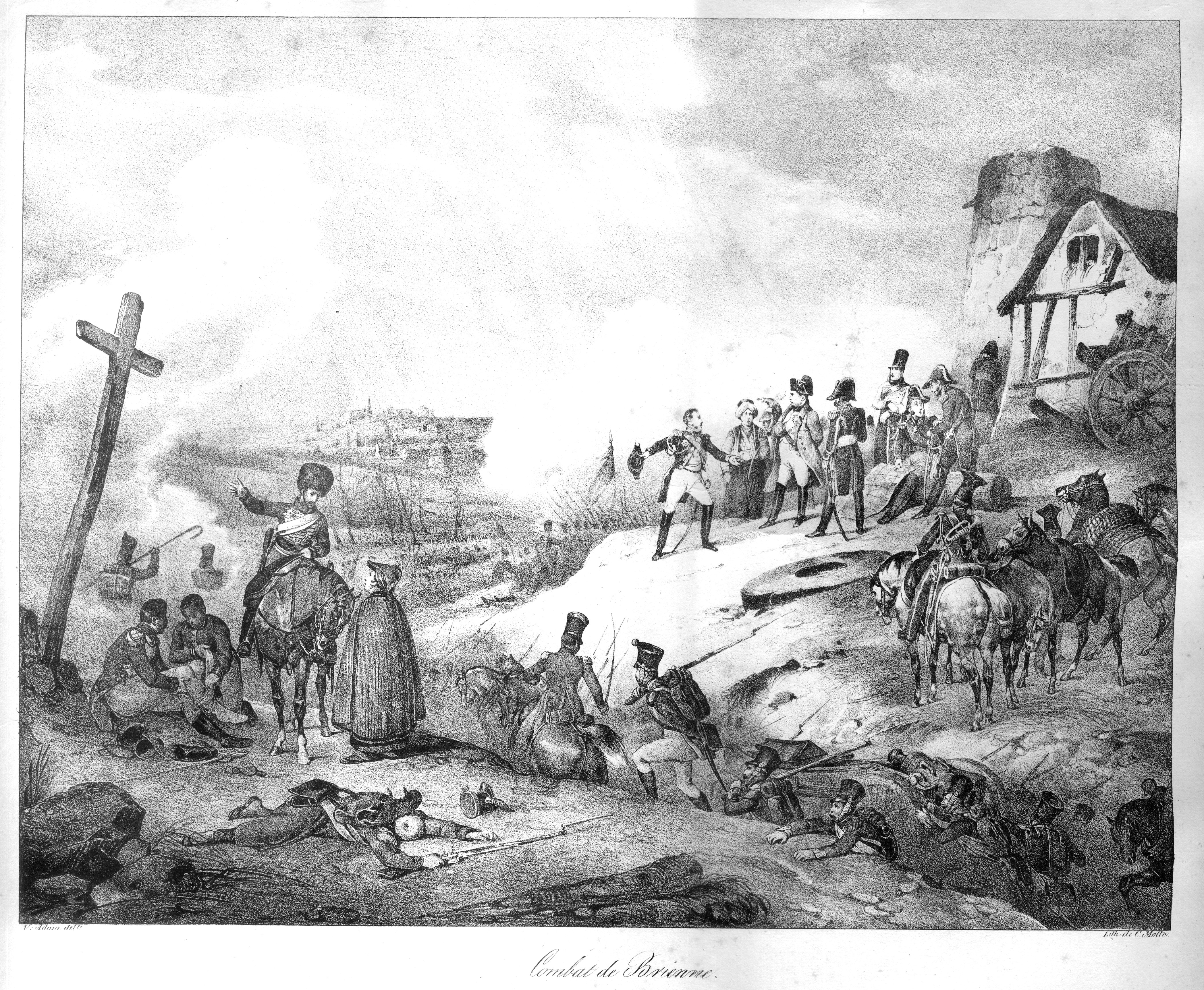
Bitwa pod Brienne (1814) na litografii Jeana Baptiste’a Madou

- 904 – Sergiusz III został papieżem.
- 1258 – Mongołowie rozpoczęli oblężenie Bagdadu.
- 1574 – Wojna osiemdziesięcioletnia: zwycięstwo floty holenderskiej nad hiszpańską w bitwie morskiej pod Reimerswaal.
- 1595 – Premiera sztuki Romeo i Julia Williama Shakespeare’a.
- 1612 – Wmurowano kamień węgielny pod budowę bazyliki świętych Ambrożego i Karola przy Corso w Rzymie.
- 1616 – Holender Willem Corneliszoon Schouten jako pierwszy opłynął Przylądek Horn.
- 1649 – W Rosji przyjęto zbiór praw Ułożenie soborowe.
- 1680 – Poświęcono Cmentarz Olszański w Pradze.
- 1712 – Wojna o sukcesję hiszpańską: rozpoczął się kongres pokojowy w Utrechcie.
- 1728 – W Londynie odbyła się premiera Opery żebraczej z muzyką Johanna Christopha Pepuscha i librettem Johna Gaya.
- 1732 – Domenico Maria Spinola został dożą Genui.
- 1765 – Francesco Maria Della Rovere został dożą Genui.
- 1769 – Książę elektor Saksonii Fryderyk August I ożenił się z Amalią Wittelsbach.
- 1781 – W Monachium odbyła się premiera opery Idomeneusz, król Krety z muzyką Wolfganga Amadeusa Mozarta i librettem Giambattisty Varesco.
- 1803 – Podczas przyjęcia urodzinowego króla Danii i Norwegii Chrystiana VII został użyty po raz pierwszy porcelanowy serwis obiadowy Flora Danica, obecnie sztandarowy produkt Królewskiej Fabryki Porcelany Royal Copenhagen.
- 1804 – Został założony Charkowski Uniwersytet Narodowy im. Wasyla Karazina (jako Cesarski Uniwersytet Charkowski).
- 1814 – VI koalicja antyfrancuska: zwycięstwo wojsk francuskich nad prusko-rosyjskimi w bitwie pod Brienne.
- 1845 – Pierwsza publikacja Kruka autorstwa Edgara Allana Poego.
- 1849 – Odbyły się pierwsze wybory powszechne w historii Państwa Kościelnego.
- 1853 – Odbył się ślub cywilny cesarza Francuzów Napoleona III Bonapartego z hrabiną Eugenią de Montijo.
- 1856 – W Wielkiej Brytanii ustanowiony został Krzyż Wiktorii.
- 1861 – Kansas jako 34. stan zostało przyjęte do Unii.
- 1863 – Armia amerykańska dokonała masakry ok. 400 Szoszonów nad Bear River w Idaho.
- 1877 – Na wyspie Kiusiu wybuchło powstanie Satsuma – bunt byłych samurajów przeciw nowemu rządowi cesarza Meiji.
- 1884 – Zwodowano brytyjski krążownik pancerny HMS „Warspite”.
- 1886 – Karl Benz opatentował swój pierwszy automobil.
- 1900 – W Filadelfii powołano baseballową Ligę Amerykańską.
- 1901:
  - Cesarzowa Chin Cixi wydała edykt reformatorski, który stał się fundamentem „Nowej Polityki”.
  - Zwodowano francuski okręt podwodny „Français”.
- 1904 – Założono szwedzki klub piłkarski Västerås SK.
- 1905 – Wojna rosyjsko-japońska: zakończyła się nierozstrzygnięta bitwa pod Sandepu.
- 1906 – Fryderyk VIII został królem Danii.
- 1916 – I wojna światowa: niemieckie sterowce dokonały pierwszego bombardowania Paryża.
- 1918 – Wojna ukraińsko-radziecka: w bitwie pod Krutami bolszewicy rozgromili ukraińskich ochotników.
- 1919:
  - Przewodniczący Polskiego Komitetu Narodowego Roman Dmowski przedstawił na konferencji w Paryżu postulaty dotyczące polskich granic.
  - Stany Zjednoczone, jako pierwszy kraj na świecie, uznały niepodległość Polski.
- 1929 – Lew Trocki został wydalony z ZSRR.
- 1936 – We Vlissingen zawarto umowę na budowę w Holandii okrętów podwodnych ORP „Orzeł” i ORP „Sęp”.
- 1940 – W zderzeniu trzech pociągów w japońskiej Osace zginęło 181 osób, a 69 odniosło obrażenia.
- 1941 – Aleksandros Korizis został premierem Grecji.
- 1942:
  - Ekwador i Peru popisały w Rio de Janeiro traktat pokojowy kończący wojnę o roponośne tereny w Amazonii.
  - W Teheranie podpisano układ brytyjsko-irańsko-radziecki o przystąpieniu Iranu do koalicji antyniemieckiej.
- 1943 – Wojna na Pacyfiku: rozpoczęła się bitwa o wyspę Rennell (Wyspy Salomona).
- 1944 – Bitwa o Atlantyk: niemiecki okręt podwodny U-364 został zatopiony w Zatoce Biskajskiej przez brytyjski bombowiec Handley Page Halifax, w wyniku czego zginęła cała, 49-osobowa załoga.
- 1948:
  - Mohammad Hatta został premierem Indonezji.
  - Muhammad as-Sadr został premierem Iraku.
- 1949 – Wielka Brytania uznała „de facto” państwo Izrael.
- 1950 – Abdullah III Al-Salim Al-Sabah został szejkiem Kuwejtu.
- 1954 – Hokejowa reprezentacja ZSRR pokonała w swym pierwszym oficjalnym meczu Finlandię 8:2.
- 1956 – W Zurychu odbyła się premiera sztuki Wizyta starszej pani Friedricha Dürrenmatta.
- 1963 – Z powodu sprzeciwu Francji załamały się negocjacje w sprawie wejścia Wielkiej Brytanii do EWG.
- 1964 – Rozpoczęły się IX Zimowe Igrzyska Olimpijskie w austriackim Innsbrucku.
- 1965 – W Parku Gorkiego w Mińsku oddano do użytku planetarium.
- 1966 – Państwa członkowskie Wspólnot Europejskich zawarły tzw. kompromis luksemburski.
- 1967 – Premiera francuskiego filmu wojennego Noc generałów w reżyserii Anatole’a Litvaka.
- 1968 – Przyjęto konstytucję Nauru.
- 1970 – W północnym Izraelu utworzono Rezerwat przyrody Ha-Gilboa.
- 1978:
  - Szwecja, jako pierwszy kraj na świecie, wprowadziła zakaz sprzedaży sprayów zawierających freon uszkadzający powłokę ozonową.
  - Wybuchła wojna czadyjsko-libijska.
- 1979:
  - Palestyńscy terroryści zdetonowali bombę zegarową ukrytą w koszu na śmieci w supermarkecie w izraelskim mieście Netanja, w wyniku czego zginęły 2 osoby, a 34 zostały ranne.
  - W San Diego w Kalifornii 16-letnia Brenda Ann Spencer otworzyła ogień z okna swego domu w kierunku dzieci przebywających na placu szkolnym po przeciwnej stronie ulicy, zabijając 2 mężczyzn i raniąc 8 dzieci oraz policjanta. Zdarzenie to zainspirowało Boba Geldofa do napisania piosenki I Don’t Like Mondays.
- 1986 – Yoweri Museveni został prezydentem Ugandy.
- 1989 – Węgry jako pierwszy kraj bloku wschodniego nawiązały stosunki dyplomatyczne z Koreą Południową.
- 1990 – Były przywódca NRD Erich Honecker został aresztowany pod zarzutem zdrady narodowej.
- 1991 – I wojna w Zatoce Perskiej: rozpoczęła się bitwa o Al-Chafdżi.
- 1993 – Francuscy komandosi wylądowali w pogrążonej w zamieszkach stolicy Zairu Kinszasie w celu ochrony obywateli francuskich.
- 1994 – Abdul Majid al Qa’ud został premierem Libii.
- 1996:
  - Prezydent Jacques Chirac ogłosił definitywne zakończenie francuskiego programu prób jądrowych.
  - Spłonął Teatro la Fenice w Wenecji.
- 2001 – Były chilijski dyktator Augusto Pinochet został oskarżony o zbrodnie dokonane podczas swoich rządów i osadzony w areszcie domowym.
- 2002 – W dorocznym orędziu o stanie państwa prezydent George W. Bush zaliczył Iran, Irak i Koreę Północną do tzw. „osi zła”.
- 2004 – 10 osób zginęło, a 50 zostało rannych w wyniku samobójczego zamachu bombowego na autobus w Jerozolimie.
- 2006:
  - Sabah al-Ahmad al-Dżabir as-Sabah został zaprzysiężony na urząd emira Kuwejtu.
  - Ubiegająca się o reelekcję Tarja Halonen wygrała po raz drugi wybory prezydenckie w Finlandii.
- 2008:
  - 18 osób (w tym 12 uczniów) zginęło w wybuchu miny pod autobusem na kontrolowanej przez Tamilskich Tygrysów północy Sri Lanki.
  - Słoweński parlament ratyfikował Traktat lizboński.
- 2011:
  - 10 osób zginęło, a 23 zostały ciężko ranne w katastrofie kolejowej w Hordorfie w Niemczech.
  - Rewolucja w Egipcie: prezydent Husni Mubarak pod naciskiem społecznym zdymisjonował rząd Ahmada Nazifa i powołał na nowego premiera Ahmada Szafika. Jednocześnie, po prawie trzydziestoletnim wakacie na tym stanowisku, powołał na urząd wiceprezydenta Omara Suleimana.
- 2013:
  - 21 osób zginęło w katastrofie samolotu pasażerskiego Bombardier CRJ-200 w Ałmaty w Kazachstanie.
  - Wojna domowa w Syrii: w rzece Queiq w Aleppo znaleziono ciała 108 młodych mężczyzn i chłopców.
- 2014 – W Czechach zaprzysiężono rząd Bohuslava Sobotki.
- 2016 – Firma Land Rover zakończyła po 33 latach produkcję modelu Defender.
- 2018 – Viorica Dăncilă objęła, jako pierwsza kobieta, urząd premiera Rumunii.
- 2022 – Urzędujący prezydent Włoch Sergio Mattarella został wybrany przez parlament na drugą kadencję.
- 2025 – 67 osób zginęło w Waszyngtonie w zderzeniu podchodzącego do lądowania samolotu pasażerskiego Bombardier CRJ-700 z wojskowym śmigłowcem Sikorsky UH-60L Black Hawk.

## Eksploracja kosmosui zdarzenia astronomiczne
- 1984 – Wystrzelono pierwszego satelitę z Kosmodromu Xichang w chińskiej prowincji Syczuan.
- 1989 – Radziecka sonda Fobos 2 weszła na orbitę Marsa.
- 2008 – Planetoida 2007 TU24 o średnicy 450 metrów minęła Ziemię w odległości 554 110 km.

## Urodzili się
- 1455 – Johannes Reuchlin, niemiecki filozof, humanista, poeta, hebraista (zm. 1522)
- 1499 – Katarzyna Luter, niemiecka działaczka reformacji, żona Marcina (zm. 1552)
- 1525 – Lelio Socyn, włoski działacz reformacji, teolog antytrynitański (zm. 1562)
- 1584 – Fryderyk Henryk Orański, książę Oranii, stadhouder Republiki Zjednoczonych Prowincji (zm. 1647)
- 1586 – Ludwik, książę Wirtembergii-Mömpelgard (zm. 1631)
- 1591 – Franciscus Junius (młodszy), holenderski humanista, lingwista, historyk sztuki (zm. 1677)
- 1649 – Charles-Paris d’Orléans-Longueville, francuski arystokrata (zm. 1672)
- 1708 – Anna Romanowa, rosyjska cesarzówna, księżna Holsztynu (zm. 1728)
- 1711 – Giuseppe Bonno, austriacki kompozytor pochodzenia włoskiego (zm. 1788)
- 1713 – Pierre-Paul d’Ossun, francuski arystokrata, dyplomata (zm. 1788)
- 1715 – Georg Christoph Wagenseil, austriacki kompozytor (zm. 1777)
- 1717 – Jeffery Amherst, brytyjski arystokrata, oficer, gubernator generalny Brytyjskiej Kanady (zm. 1797)
- 1720 – Franciszek Bohomolec, polski jezuita, nauczyciel, redaktor, komediopisarz, poeta, publicysta, tłumacz, wydawca (zm. 1784)
- 1722 – Luiza Amelia z Brunszwiku-Wolfenbüttel, księżna pruska (zm. 1780)
- 1731 – Jean-François Georgel, francuski duchowny katolicki, dyplomata (zm. 1813)
- 1733 – Franciszek Sułkowski, polski książę, polityk, dowódca wojskowy (zm. 1812)
- 1736 – Domenico Felice Antonio Cotugno, włoski lekarz, anatom (zm. 1822)
- 1737 – Thomas Paine, amerykański pisarz, myśliciel, ojciec-założyciel Stanów Zjednoczonych (zm. 1809)
- 1749:
  - Christian Colbjørnsen, duński prawnik, polityk (zm. 1814)
  - Chrystian VII Oldenburg, król Danii i Norwegii (zm. 1808)
- 1750 – Joseph Bradley Varnum, amerykański polityk (zm. 1821)
- 1751 – Francis Osborne, brytyjski arystokrata, polityk (zm. 1799)
- 1756 – Henry Lee III, amerykański generał, polityk (zm. 1818)
- 1759 – Louis-Augustin Bosc d'Antic, francuski przyrodnik, wykładowca akademicki (zm. 1828)
- 1761 – Albert Gallatin, amerykański finansista, polityk pochodzenia szwajcarskiego (zm. 1849)
- 1763 – Johann Gottfried Seume, niemiecki poeta, prozaik (zm. 1810)
- 1764 – Maryn Carafa di Belvedere, włoski kardynał (zm. 1830)
- 1768 – Francisco de Sales Arrieta, peruwiański duchowny katolicki, franciszkanin, arcybiskup metropolita limski i prymas Peru (zm. 1843)
- 1773 – Friedrich Mohs, niemiecki fizyk, chemik, geolog, wykładowca akademicki (zm. 1839)
- 1780 – Gustav Calixt Biron, pruski książę, podpułkownik (zm. 1821)
- 1782:
  - Daniel Auber, francuski kompozytor (zm. 1871)
  - Franciszek Ścigalski, polski skrzypek, kompozytor, dyrygent (zm. 1846)
- 1796 – Antoni Sławikowski, polski okulista, wykładowca akademicki (zm. 1870)
- 1801:
  - Johannes Bernardus van Bree, holenderski kompozytor, dyrygent, skrzypek (zm. 1857)
  - Carl Ferdinand Johannes Hahn, pruski prawnik, sędzia, polityk (zm. 1876)
- 1803:
  - Alfons Kropiwnicki, polski architekt (zm. 1881)
  - James Outram, brytyjski generał (zm. 1863)
  - Hermann Stilke, niemiecki malarz (zm. 1860)
- 1810 – Ernst Eduard Kummer, niemiecki matematyk, wykładowca akademicki (zm. 1893)
- 1817 – John Palliser, kanadyjski podróżnik, geograf pochodzenia irlandzkiego (zm. 1887)
- 1818 – Robert Caspary, niemiecki botanik, mykolog, wykładowca akademicki (zm. 1887)
- 1821 – Robert Spiske, niemiecki duchowny katolicki, założyciel zakonu jadwiżanek, Sługa Boży (zm. 1888)
- 1822 – Adelaide Ristori, włoska aktorka (zm. 1906)
- 1825 – Henry Blasdel, amerykański polityk (zm. 1900)
- 1828 – Friedrich August Körnicke, niemiecki agronom, botanik, wykładowca akademicki (zm. 1908)
- 1829 – Paul von Lilienfeld-Toal, rosyjski historyk, działacz państwowy pochodzenia szwedzkiego (zm. 1903)
- 1833 – Carl Frederic Aagaard, duński malarz (zm. 1895)
- 1834 – Rudolf Heidenhain, niemiecki fizjolog (zm. 1807)
- 1835 – Susan Coolidge, amerykańska pisarka (zm. 1905)
- 1838 – Edward Morley, amerykański fizyk, chemik (zm. 1923)
- 1840 – Jacob H. Smith, amerykański generał, zbrodniarz wojenny (zm. 1918)
- 1841 – Zdzisław Marchwicki, polski polityk (zm. 1912)
- 1843:
  - William McKinley, amerykański polityk, prezydent USA (zm. 1901)
  - Hipolit Orgelbrand, polski drukarz, księgarz, wydawca (zm. 1920)
- 1846 – Karol Olszewski, polski fizyk, chemik, wykładowca akademicki (zm. 1915)
- 1847 – John Ramsay, brytyjski arystokrata, polityk (zm. 1887)
- 1850:
  - Ebenezer Howard, brytyjski architekt, urbanista (zm. 1928)
  - Louise Lateau, belgijska mistyczka, stygmatyczka (zm. 1883)
  - Maria Schwarzburg-Rudolstadt, wielka księżna Meklemburgii-Schwerin (zm. 1922)
- 1852:
  - Frederic Hymen Cowen, brytyjski kompozytor, pianista, dyrygent (zm. 1935)
  - Kazimierz Morawski, polski filolog klasyczny, historyk, wykładowca akademicki (zm. 1925)
- 1853 – Shibasaburō Kitasato, japoński lekarz, bakteriolog (zm. 1931)
- 1854 – Hilarion Joseph Montéty Pailhas, francuski duchowny katolicki, lazarysta, arcybiskup, dyplomata papieski (zm. 1921)
- 1856 – Aleksander Brückner, polski filolog, slawista, historyk kultury (zm. 1939)
- 1860:
  - Anton Czechow, rosyjski pisarz (zm. 1904)
  - Teodor Hryniewski, polski lekarz, działacz społeczny (zm. 1932)
- 1862 – Frederick Delius, brytyjski kompozytor (zm. 1934)
- 1864:
  - Victor Eisenmenger, austriacki lekarz (zm. 1932)
  - Franciszek Nowicki, polski poeta, taternik (zm. 1935)
  - Albert Preuß, niemiecki strzelec sportowy (zm. ?)
- 1865 – Hermann Gutzmann, niemiecki lekarz, foniatra (zm. 1922)
- 1866 – Romain Rolland, francuski pisarz, laureat Nagrody Nobla (zm. 1944)
- 1867 – Vicente Blasco Ibáñez, hiszpański pisarz, publicysta (zm. 1928)
- 1869 – Kenneth McKellar, amerykański polityk, senator (zm. 1957)
- 1872:
  - Antoni Hybel, polski lutnik, rzeźbiarz, malarz (zm. 1946)
  - Helena Sujkowska, polska działaczka socjalistyczna, oświatowa i kobieca, polityk, senator RP, podporucznik, żołnierz AK, uczestniczka powstania warszawskiego (zm. 1944)
- 1873 – Luigi Amadeo di Savoia, włoski arystokrata, admirał, podróżnik (zm. 1933)
- 1874 – John D. Rockefeller Jr., amerykański przedsiębiorca, filantrop (zm. 1960)
- 1875 – Antoni Franciszek Wolski, polski lekarz, działacz społeczny (zm. 1954)
- 1876 – Adam Grzymała-Siedlecki, polski pisarz, krytyk literacki i teatralny, tłumacz (zm. 1967)
- 1877 – Georges Catroux, francuski generał, polityk, dyplomata (zm. 1969)
- 1880 – W.C. Fields, amerykański aktor (zm. 1946)
- 1881:
  - Alice Evans, amerykańska mikrobiolog (zm. 1975)
  - Dawid Galván Bermúdez, meksykański duchowny katolicki, męczennik, święty (zm. 1915)
- 1882 – Tadeusz Makowski, polski malarz (zm. 1932)
- 1884:
  - Juhan Aavik, estoński kompozytor, dyrygent, historyk muzyki (zm. 1982)
  - Anton Łuckiewicz, białoruski dziennikarz, polityk, premier Białoruskiej Republiki Ludowej (zm. 1942)
  - Rickard Sandler, szwedzki polityk, premier Szwecji (zm. 1964)
- 1886 – Alojzy Pawelec, polski lekarz, polityk, poseł na Sejm Śląski, senator RP (zm. 1972)
- 1887 – Emilia Sukertowa-Biedrawina, polska pisarka, działaczka społeczno-oświatowa i turystyczna (zm. 1970)
- 1889 – Jan Piwowarczyk, polski teolog, publicysta (zm. 1959)
- 1890:
  - Sigurd Kander, szwedzki żeglarz sportowy (zm. 1980)
  - Wawrzyniec Typrowicz, polski prawnik, polityk (zm. 1940)
  - Stanisław Franciszek Zajączkowski, polski historyk (zm. 1977)
- 1891:
  - Franciszek Gwiazda, polski związkowiec, polityk, prezydent Opola (zm. 1960)
  - Archie Mayo, amerykański reżyser filmowy (zm. 1968)
  - Richard N. Williams, amerykański tenisista (zm. 1968)
- 1892:
  - Clifford Grey, amerykański bobsleista (zm. 1968)
  - Gyula Moravcsik, węgierski historyk, bizantynolog, mediewista (zm. 1972)
- 1893:
  - Wacław Jędrzejewicz, polski generał brygady, historyk, działacz niepodległościowy, dyplomata, polityk, minister wyznań religijnych i oświecenia publicznego (zm. 1993)
  - Roman Umiastowski, polski pułkownik dyplomowany piechoty, teoretyk i historyk wojskowości, pisarz (zm. 1982)
- 1894 – Karl Meyer, niemiecki pilot wojskowy, as myśliwski (zm. 1917)
- 1895:
  - Luigi Cambiaso, włoski gimnastyk (zm. 1975)
  - Pierre Gaxotte, francuski historyk (zm. 1982)
  - Franciszek Jedwabski, polski duchowny katolicki, biskup pomocniczy poznański (zm. 1975)
- 1897:
  - Antoni Górniewicz, polski kapitan piechoty (zm. 1940)
  - Ole Olsen, norweski łyżwiarz szybki (zm. 1924)
- 1898 – Ludwik Ziembicki, polski komandor porucznik (zm. 1985)
- 1899:
  - Heinrich Blücher, niemiecki filozof marksistowski, poeta (zm. 1970)
  - Czesław Chowaniec, polski historyk, bibliotekarz (zm. 1968)
  - Anna Nowotny-Mieczyńska, polska profesor, biochemik i fizjolog roślin (zm. 1982)
  - Qu Qiubai, chiński działacz komunistyczny, publicysta, tłumacz (zm. 1935)
  - Maria Pilecka, polska nauczycielka, bibliotekarka (zm. 1991)
- 1900:
  - Włodzimierz Krygier, polski hokeista, piłkarz (zm. 1975)
  - Stefan Pajączkowski, polski ziemianin, prawnik, rotmistrz, artysta malarz, twórca obrazów batalistycznych, znawca kostiumologii wojsk, umundurowania i uzbrojenia, grafik, muzealnik (zm. 1978)
- 1901:
  - Heinrich Anacker, niemiecki poeta, działacz nazistowski (zm. 1971)
  - Chajjim Gewati, izraelski polityk (zm. 1990)
- 1902 – Stanisław Stefański, polski inżynier, rzemieślnik, polityk, poseł na Sejm PRL (zm. 1977)
- 1903 – Wasilij Goriszni, radziecki generał porucznik (zm. 1962)
- 1904:
  - Arnold Gehlen, niemiecki filozof, socjolog (zm. 1976)
  - Stanisław Hiszpański, polski podporucznik, malarz, grafik (zm. 1975)
  - Adam Schmuck, polski geograf, meteorolog (zm. 1971)
  - Lidia Zamenhof, polska esperantystka, tłumaczka, pisarka pochodzenia żydowskiego (zm. 1942)
- 1905:
  - Anna Chmielewska, polska pedagog społeczna (zm. 1981)
  - Barnett Newman, amerykański malarz (zm. 1970)
  - Regina Oppmanowa, polska historyk, archiwistka (zm. 1980)
- 1906:
  - Haruo Akimoto, japoński neurolog, psychiatra (zm. 2007)
  - Frans Hin, holenderski żeglarz sportowy (zm. 1968)
  - Tadeusz Lewicki, polski orientalista-arabista, historyk, mediewista (zm. 1992)
- 1907:
  - Paul Fannin, amerykański przedsiębiorca, polityk, senator (zm. 2002)
  - Józef Konarzewski, polski generał brygady MO, komendant główny (zm. 1980)
  - Michał Ochorowicz, polski poeta, satyryk, autor tekstów piosenek (zm. 1998)
  - Gino Watkins, brytyjski badacz Arktyki, odkrywca (zm. 1932)
- 1908 – Julian Tarnawski, polski sędzia, porucznik rezerwy (zm. 1940)
- 1909:
  - Harold Q. Masur, amerykański prawnik, pisarz (zm. 2005)
  - Leon Radojewski, polski piłkarz (zm. 1984)
  - Jozef Šimko, słowacki taternik, działacz turystyczny, autor literatury taternickiej (zm. 1983)
  - George Thomas, brytyjski arystokrata, polityk (zm. 1997)
  - Hanna Zdzitowiecka, polska autorka literatury dziecięcej i młodzieżowej (zm. 1973)
- 1910:
  - Stefan Bolland, polski prawnik, ekonomista (zm. 1983)
  - Bogusław Kożusznik, polski lekarz, działacz społeczny, polityk, poseł na Sejm Ustawodawczy (zm. 1996)
  - Marian Niżyński, polski poeta, dramaturg, malarz, grafik (zm. 1943)
- 1911 – Bronisław Gimpel, polsko-amerykański skrzypek, pedagog pochodzenia żydowskiego (zm. 1979)
- 1912:
  - Mieczysław Kościelniak, polski malarz, grafik (zm. 1993)
  - Stanisław Raczkowski, polski rotmistrz, żołnierz AK, cichociemny (zm. 1944)
- 1913:
  - Victor Mature, amerykański aktor (zm. 1999)
  - Daniel Taradash, amerykański scenarzysta filmowy pochodzenia żydowskiego (zm. 2003)
- 1914:
  - Aleksander Dakowski, kapitan łączności Wojska Polskiego, kawaler Orderu Virtuti Militari (zm. 2001)
  - Franciszek Dominiak, polski podporucznik (zm. 1999)
- 1915 – Johnny McDowell, amerykański kierowca wyścigowy (zm. 1952)
- 1916 – Franciszek Pukacki, polski kapitan AK, cichociemny (zm. 1980)
- 1917 – John Raitt, amerykański aktor (zm. 2005)
- 1918:
  - John Forsythe, amerykański aktor (zm. 2010)
  - Zdzisław de Pourbaix, polski kapral podchorąży rezerwy, żołnierz AK (zm. 1943)
- 1919:
  - Marina Ginestà, hiszpańsko-francuska dziennikarka, tłumaczka (zm. 2014)
  - Ladislav Mňačko, słowacki pisarz, dziennikarz (zm. 1994)
- 1920 – Janusz Wedow, polski poeta, dziennikarz (zm. 1982)
- 1921:
  - Mustafa Bin Halim, libijski przedsiębiorca, polityk, premier Libii (zm. 2021)
  - Max Schirschin, niemiecki piłkarz, trener (zm. 2013)
- 1922:
  - Romuald Markowski, polski siatkarz, koszykarz, trener koszykarski (zm. 2006)
  - Rino Pucci, włoski kolarz torowy (zm. 1986)
  - John Sveinsson, norweski piłkarz, trener (zm. 2009)
- 1923:
  - Kazimierz Bielenin, polski archeolog, historyk sztuki (zm. 2011)
  - Sawwa Brodski, rosyjski malarz, poeta, architekt, rzeźbiarz (zm. 1982)
  - Paddy Chayefsky, amerykański prozaik, dramaturg, scenarzysta filmowy (zm. 1981)
  - Ivo Robić, chorwacki piosenkarz (zm. 2000)
- 1924:
  - Jacek Nieżychowski, polski aktor, artysta kabaretowy, śpiewak operetkowy, dziennikarz (zm. 2009)
  - Luigi Nono, włoski kompozytor (zm. 1990)
- 1925:
  - Tofiq Bəhramov, azerski piłkarz, sędzia piłkarski (zm. 1993)
  - Jan Chyliński, polski inżynier, polityk, dyplomata (zm. 2013)
- 1926:
  - Bob Falkenburg, amerykański tenisista (zm. 2022)
  - Marian Młynarski, polski biolog, herpetolog, profesor nauk przyrodniczych, muzealnik, żołnierz AK (zm. 2024)
  - Lech Przyborowski, polski farmaceuta (zm. 2017)
  - Abdus Salam, pakistański fizyk teoretyk, laureat Nagrody Nobla (zm. 1996)
- 1927:
  - Ulrich Mense, niemiecki żeglarz sportowy (zm. 2003)
  - Lewis Urry, kanadyjski chemik, wynalazca (zm. 2004)
- 1928:
  - Joseph Kruskal, amerykański matematyk, statystyk (zm. 2010)
  - Fritz Morf, szwajcarski piłkarz (zm. 2011)
  - Jadwiga Puzynina, polska językoznawczyni, literaturoznawczyni, profesor nauk humanistycznych (zm. 2025)
  - Helena Stępień, polska filolog, polityk, poseł na Sejm PRL (zm. 2017)
  - Jan Wołek, polski rolnik, samorządowiec, polityk, poseł na Sejm RP (zm. 2010)
- 1929:
  - Sima Ćirković, serbski historyk, mediewista (zm. 2009)
  - Józef Gara, polski poeta, autor piosenek (zm. 2013)
  - Jerzy Groszang, polski malarz, scenograf filmowy (zm. 2004)
  - Jerry Hoyt, amerykański kierowca wyścigowy (zm. 1955)
  - Elio Petri, włoski reżyser i scenarzysta filmowy (zm. 1982)
  - Ed Shaughnessy, amerykański perkusista (zm. 2013)
- 1930:
  - Derek Bailey, brytyjski gitarzysta jazzowy (zm. 2005)
  - Norio Ōga, japoński przedsiębiorca (zm. 2011)
  - Jerzy Szopa, polski polityk, minister żeglugi, dyplomata (zm. 1990)
  - Barbara Więckowska, polska aktorka (zm. 2008)
- 1931:
  - Dennis Creffield, brytyjski artysta grafik, rysownik (zm. 2018)
  - Marek Kabat, polski polityk, poseł na Sejm PRL (zm. 2017)
  - Adam Macedoński, polski artysta plastyk, poeta, działacz opozycji antykomunistycznej
  - Ferenc Mádl, węgierski prawnik, wykładowca akademicki, polityk, prezydent Węgier (zm. 2011)
  - Ernest Schultz, francuski piłkarz pochodzenia niemieckiego (zm. 2013)
  - Włodzimierz Scisłowski, polski satyryk, autor tekstów piosenek (zm. 1994)
  - Damian (Zamarajew), ukraiński biskup prawosławny
- 1932:
  - Kazimierz Działocha, polski prawnik, sędzia Trybunału Konstytucyjnego, polityk, senator i poseł na Sejm RP (zm. 2024)
  - Gert Hofmann, niemiecki germanista, pisarz (zm. 1993)
  - Tommy Taylor, angielski piłkarz (zm. 1958)
- 1933:
  - Ladislav Demeterffy, chorwacki piosenkarz (zm. 2010)
  - Sacha Distel, francuski piosenkarz, gitarzysta (zm. 2004)
- 1934 – Noel Harrison, brytyjski piosenkarz, aktor, narciarz (zm. 2013)
- 1935 – Luboš Kohoutek, czeski astronom (zm. 2023)
- 1936:
  - James Jamerson, amerykański basista, kontrabasista (zm. 1983)
  - Włodzimierz Olszewski, polski reżyser filmowy (zm. 2011)
  - Joaquín Peiró, hiszpański piłkarz, trener (zm. 2020)
- 1937 – Jan (Holonič), słowacki biskup prawosławny (zm. 2012)
- 1938:
  - Pavel Hofmann, czeski wioślarz
  - Beata Szymańska, polska historyk filozofii, poetka, pisarka (zm. 2025)
  - Shūji Tsurumi, japoński gimnastyk
- 1939:
  - Józef Gawliczek, polski kolarz szosowy
  - Germaine Greer, australijska pisarka, dziennikarka, feministka
  - Jesús Moliné Labarta, hiszpański duchowny katolicki, biskup Chiclayo
- 1940:
  - Magdalena Borsuk-Białynicka, polska paleontolog
  - Janusz Majewski, polski szablista
  - Katharine Ross, amerykańska aktorka, scenarzystka filmowa
  - Kunimitsu Takahashi, japoński kierowca i motocyklista wyścigowy (zm. 2022)
- 1941:
  - Henryk Apostel, polski piłkarz, trener i działacz piłkarski
  - Michel Dumont, kanadyjski aktor (zm. 2020)
  - Andrzej Jurczak, polski aktor (zm. 2005)
  - Robin Morgan, amerykańska pisarka, poetka, feministka
- 1942:
  - Bjørn Brinck-Claussen, duński szachista (zm. 2022)
  - Jan Popek, polski malarz, grafik (zm. 1980)
  - Tadeusz Soroczyński, polski nauczyciel, poeta, animator kultury (zm. 2018)
  - Arnaldo Tamayo Méndez, kubański generał, pilot wojskowy, kosmonauta
  - Jean Wadoux, francuski lekkoatleta, średnio- i długodystansowiec
- 1943 – January Bień, polski inżynier, polityk, senator RP (zm. 2021)
- 1944:
  - Amy-Cathérine de Bary, szwajcarska jeźdźczyni sportowa
  - Stojan Jordanow, bułgarski piłkarz, bramkarz, trener
  - John Onaiyekan, nigeryjski duchowny katolicki, arcybiskup Abudży, kardynał
  - Steve Reid, amerykański perkusista jazzowy (zm. 2010)
  - Pauline van der Wildt, holenderska pływaczka
  - Wit Żelazko, polski piłkarz, bramkarz, sędzia, obserwator, przedsiębiorca, komentator telewizyjny
- 1945:
  - Opoku Afriyie, ghański piłkarz (zm. 2020)
  - Ibrahim Boubacar Keïta, malijski historyk, polityk, premier i prezydent Mali (zm. 2022)
  - Józef Przybyła, polski skoczek narciarski (zm. 2009)
  - Tom Selleck, amerykański aktor, producent i scenarzysta filmowy
  - Yoko Shinozaki, japońska siatkarka
- 1947:
  - Linda B. Buck, amerykańska biolog, laureatka Nagrody Nobla
  - David Byron, brytyjski wokalista, członek zespołu Uriah Heep (zm. 1985)
  - Mładen Kuczew, bułgarski sztangista
  - Ernie Lively, amerykański aktor (zm. 2021)
  - Anna Małkiewicz, polska strzelczyni sportowa
- 1948:
  - Halina Golanko, polska modelka, aktorka niezawodowa
  - David Hay, szkocki piłkarz, trener
  - Raymond Keene, brytyjski szachista, sędzia, publicysta
  - Guido Knopp, niemiecki dziennikarz, historyk, pisarz
  - Mamoru Mōri, japoński astronauta
  - Marc Singer, kanadyjski aktor, reżyser filmowy, teatralny i telewizyjny
- 1949:
  - Andy Carter, brytyjski lekkoatleta, średniodystansowiec
  - Halina Daniec, polska gimnastyczka (zm. 2015)
  - Jewgienij Łowczew, rosyjski piłkarz, trener
  - Tommy Ramone, amerykański muzyk, członek zespołu Ramones (zm. 2014)
  - Lori Sandri, brazylijski piłkarz, trener (zm. 2014)
- 1950:
  - Tadeusz Krawczak, polski historyk, archiwista
  - Adam Wiesław Kulik, polski poeta, prozaik, autor filmów dokumentalnych i edukacyjnych
  - Marv Roberts, amerykański koszykarz
  - Jody Scheckter, południowoafrykański kierowca wyścigowy
- 1951:
  - Pierre Colin-Thibert, francuski pisarz, scenarzysta filmowy
  - Peter Cornelius, austriacki gitarzysta, autor tekstów
  - Eleonora Kaminskaitė, litewska wioślarka (zm. 1986)
  - Jewhen Kusznariow, ukraiński ekonomista, polityk (zm. 2007)
  - Zdzisław Myrda, polski koszykarz, trener (zm. 2020)
  - Per Stenmarck, szwedzki polityk, eurodeputowany (zm. 2013)
- 1952:
  - Roberto Felice Bigliardo, włoski samorządowiec, polityk, eurodeputowany (zm. 2006)
  - Rolf Gysin, szwajcarski lekkoatleta, średniodystansowiec
  - Bogusław Nowak, polski żużlowiec, trener (zm. 2024)
- 1953:
  - Peter Baumann, niemiecki muzyk, członek zespołu Tangerine Dream
  - Lidzija Jarmoszyna, białoruska prawnik, urzędniczka państwowa
  - Louie Perez, meksykański perkusista, członek zespołu Los Lobos
  - Grażyna Szmacińska, polska szachistka
  - Charlie Wilson, amerykański wokalista, autor tekstów, członek zespołu The Gap Band
- 1954:
  - Rani Maria Vattalil, hinduska zakonnica, męczennica, błogosławiona (zm. 1995)
  - Oprah Winfrey, amerykańska prezenterka telewizyjna, aktorka, miliarderka
- 1955:
  - Greg Ballard, amerykański koszykarz (zm. 2016)
  - Miron Kertyczak, polski działacz społeczny pochodzenia ukraińskiego, prezes Związku Ukraińców w Polsce (zm. 2006)
  - Venanzio Ortis, włoski lekkoatleta, długodystansowiec
  - Jan Pospieszalski, polski gitarzysta, wokalista, kompozytor, publicysta, dziennikarz
  - Liam Reilly, irlandzki wokalista, autor tekstów, członek zespołu Bagatelle (zm. 2021)
  - John Tate, amerykański bokser (zm. 1988)
- 1956:
  - Marek Jagodziński, polski duchowny katolicki, teolog, wykładowca akademicki (zm. 2025)
  - Jan Jakub Kolski, polski reżyser, scenarzysta, operator i producent filmowy
  - Éric Woerth, francuski polityk
- 1957:
  - Petar Čobanković, chorwacki polityk
  - Zbigniew Dudek, polski rzeźbiarz, pedagog
  - Grażyna Miller, polska poetka, tłumaczka, krytyk literacki (zm. 2009)
  - Tadeusz Wojda, polski duchowny katolicki, arcybiskup białostocki
- 1958:
  - Slavko Gaber, słoweński socjolog, nauczyciel akademicki, polityk
  - Paweł Idziak, polski matematyk, informatyk, profesor nauk matematycznych (zm. 2025)
  - Katarzyna Nazarewicz, polska dziennikarka, psycholog kliniczny
  - Hansjörg Raffl, włoski saneczkarz
  - Zdzisław Skorża, polski funkcjonariusz służb specjalnych (zm. 2025)
- 1959:
  - Serhij Fesenko, ukraiński pływak
  - Nadieżda Markina, rosyjska aktorka
  - Felix Mutati, zambijski polityk
- 1960:
  - Matthew Ashford, amerykański aktor, scenarzysta i producent telewizyjny i filmowy
  - Gia Carangi, amerykańska modelka (zm. 1986)
  - Mark Dziadulewicz, angielski piłkarz, trener pochodzenia polskiego
  - Foetus, australijski muzyk
  - Sean Kerly, brytyjski hokeista na trawie
  - Greg Louganis, amerykański skoczek do wody
  - Konstancjusz (Panajotakopulos), grecki biskup prawosławny
  - Tigran Sarkisjan, ormiański polityk, premier Armenii
  - Birgit Sippel, niemiecka działaczka związkowa, polityk
  - José Treviño, meksykański piłkarz, trener
  - Servais Verherstraeten, belgijski i flamandzki prawnik, polityk
- 1961:
  - Jan Balabán, czeski pisarz, publicysta, tłumacz (zm. 2010)
  - Ireneusz Bruski, polski duchowny katolicki, prawnik, dziennikarz, publicysta
  - Andrzej Dębkowski, polski dziennikarz, wydawca, poeta, krytyk literacki, eseista
  - Eddie Jackson, amerykański basista, członek zespołu Queensrÿche
  - Christian Keglevits, austriacki piłkarz, trener
  - Lee Tae-ho, południowokoreański piłkarz, trener
  - Krzysztof Oksiuta, polski politolog, polityk, poseł na Sejm RP
  - Anatolij Stepanyszczew, ukraiński hokeista, trener
  - Petra Thümer, niemiecka pływaczka
- 1962:
  - Jacek Grabowski, polski trener siatkówki
  - Martin Herbster, niemiecki zapaśnik
  - Joanna Napieralska, polska operatorka dźwięku
  - Piotr Sawczuk, polski duchowny katolicki, biskup drohiczyński
  - Matthew Stover, amerykański pisarz fantasy i science fiction
  - Lee Terry, amerykański polityk
  - Olga Tokarczuk, polska psycholog, pisarka, poetka, eseistka, scenarzystka, laureatka Nagrody Nobla
  - Nicholas Turturro, amerykański aktor
- 1963:
  - Tomasz Drozdowicz, polski reżyser, scenarzysta i producent filmowy
  - Suzana Grubješić, serbska menedżer, polityk
  - Hardcore Holly, amerykański wrestler
  - Stanisław Kubeł, polski polityk, samorządowiec
  - Octave Octavian Teodorescu, rumuński muzyk, kompozytor, producent muzyczny
- 1964:
  - Holger Behrendt, niemiecki gimnastyk
  - Abilio Martínez Varea, hiszpański duchowny katolicki, biskup Osma-Soria
  - Krzysztof Olszowiec, polski funkcjonariusz BOR (zm. 2018)
  - Andrew Smith, jamajski lekkoatleta, sprinter
- 1965:
  - Dominik Hašek, czeski hokeista, bramkarz
  - Lovemore Moyo, zimbabweński polityk
  - Robert Szeklicki, polski specjalista w zakresie antropomotoryki i teorii wychowania fizycznego (zm. 2021)
  - Sui Xinmei, chińska lekkoatletka, kulomiotka
- 1966:
  - Franz Neuländtner, austriacki skoczek narciarski
  - Romário, brazylijski piłkarz
- 1967:
  - Philippe Besson, francuski pisarz, krytyk literacki
  - Sean Burke, kanadyjski hokeista
  - Stacey King, amerykański koszykarz, trener
  - Chalid Skah, marokański lekkoatleta, długodystansowiec
  - Cyril Suk, czeski tenisista
- 1968:
  - Edward Burns, amerykański aktor, reżyser filmowy
  - Susi Erdmann, niemiecka saneczkarka, bobsleistka
  - Jarema Klich, polski gitarzysta (zm. 2013)
- 1969:
  - Rob Barrett, amerykański muzyk, kompozytor, wokalista, autor tekstów, członek zespołów: Solstice, Cannibal Corpse, Malevolent Creation i HatePlow
  - Wagner Lopes, japoński piłkarz pochodzenia brazylijskiego
  - Lara Magoni, włoska narciarka alpejska, działaczka sportowa, polityk
  - Saša Obradović, serbski koszykarz, trener
  - Serge Thill, luksemburski piłkarz, trener
  - Motohiro Yamaguchi, japoński piłkarz, trener
- 1970:
  - Rusłan Chinczagow, uzbecki zapaśnik
  - John Forbes, australijski żeglarz sportowy
  - Heather Graham, amerykańska aktorka
  - Jörg Hoffmann, niemiecki pływak
  - Rajyavardhan Singh Rathore, indyjski strzelec sportowy
  - Paul Ryan, amerykański polityk, kongresman
- 1971:
  - Jörg Albertz, niemiecki piłkarz
  - Joel Lamela, kubański lekkoatleta, sprinter
  - Etienne Schneider, luksemburski ekonomista, polityk
- 1972:
  - Pavel Liška, czeski aktor
  - Anna Mikołajczyk-Niewiedział, polska śpiewaczka operowa (sopran)
  - Antal Rogán, węgierski ekonomista, polityk
  - Artur Zirajewski, polski przestępca (zm. 2010)
- 1973:
  - Jacek Bielski, polski bokser
  - Maciej Kurzajewski, polski dziennikarz i prezenter telewizyjny
  - Siergiej Niekrasow, rosyjski piłkarz
- 1974:
  - Michael Andersen, duński koszykarz
  - Niall Blaney, irlandzki inżynier, polityk
  - Arkadiusz Iwaniak, polski samorządowiec, polityk, poseł na Sejm RP
  - Artur Kogan, izraelski szachista, trener
  - Tomasz Olejarczyk, polski aktor, reżyser telewizyjny
  - Mălina Olinescu, rumuńska piosenkarka (zm. 2011)
  - Dariusz Zalewski, polski duchowny katolicki, biskup pomocniczy ełcki
- 1975:
  - Hendrik Dreekmann, niemiecki tenisista
  - Sara Gilbert, amerykańska aktorka
  - Serhij Matwiejew, ukraiński kolarz torowy
  - Paweł Szcześniak, polski koszykarz
- 1976:
  - Anatolij Dowhal, ukraiński lekkoatleta, sprinter
  - Karsten Kroon, holenderski kolarz szosowy
  - Saúl Martínez, honduraski piłkarz
  - Antonijo Miłoszoski, macedoński polityk
  - Kazuyuki Miyata, japoński zapaśnik, zawodnik MMA
  - Sabine Schulte, niemiecka lekkoatletka, tyczkarka
  - Sylwia Spurek, polska prawnik, polityk, eurodeputowana
- 1977:
  - Chung Hee-seok, południowokoreański tenisista
  - Justin Hartley, amerykański aktor, reżyser i scenarzysta filmowy
  - Małgotrzata Janowska, polska polityk, poseł na Sejm RP
- 1978:
  - Pierre-Luc Brillant, kanadyjski aktor
  - Jarosław Kuźniar, polski dziennikarz, prezenter telewizyjny i radiowy
  - Martin Schmitt, niemiecki skoczek narciarski
  - Rebecca Thoresen, australijsko-maltańska koszykarka
- 1979:
  - Ołeksandr Antoniuk, ukraiński piłkarz
  - Aaron Egbele, nigeryjski lekkoatleta, sprinter
  - Andrew Keegan, amerykański aktor
  - Vinzenz Kiefer, niemiecki aktor
  - Christina Koch, amerykańska inżynier, astronautka
  - Sarah Kuttner, niemiecka dziennikarka i prezenterka telewizyjna
  - Matej Mavrič, słoweński piłkarz
  - Michał Opaliński, polski aktor
  - Aleksiej Szewcow, rosyjski zapaśnik
  - Daniel Wieleba, polski aktor, prezenter telewizyjny
- 1980:
  - Manuel Coscione, włoski siatkarz
  - Katherine Endacott, brytyjska lekkoatletka, sprinterka
  - Ivan Klasnić, chorwacki piłkarz
  - Liang Chong, chiński szachista
  - Peter Løvenkrands, duński piłkarz
  - Paweł Maciejewicz, polski siatkarz
  - Jan Matura, czeski skoczek narciarski
  - Jason James Richter, amerykański aktor
  - Ronald Rivero, boliwijski piłkarz
  - Takefumi Sakata, japoński bokser
  - Yannick Szczepaniak, francuski zapaśnik pochodzenia polskiego
- 1981:
  - Wojciech Bakun, polski polityk, samorządowiec, poseł na Sejm RP, prezydent Przemyśla
  - Thomas Broich, niemiecki piłkarz
  - Vladimir Gojković, czarnogórski piłkarz wodny
  - Jonny Lang, amerykański gitarzysta i wokalista bluesowy
  - Shavar Thomas, jamajski piłkarz
  - Álex Ubago, baskijski piosenkarz
- 1982:
  - Agnė Bilotaitė, litewska polityk
  - Piotr Grzelak, polski urzędnik i samorządowiec, radny miasta Gdańska, zastępca prezydenta Gdańska, prezes stowarzyszenia Wszystko dla Gdańska
  - Agnieszka Kawiorska, polska aktorka
  - Kim Dong-jin, południowokoreański piłkarz
  - Adam van Koeverden, kanadyjski kajakarz
  - Adam Lambert, amerykański piosenkarz, aktor
  - Daniel Muñoz de la Nava, hiszpański tenisista
- 1983:
  - Jekatierina Fiedorkina, rosyjska szablistka
  - Tim Gleason, amerykański hokeista
  - Sileshi Sihine, etiopski lekkoatleta, długodystansowiec
  - Nedžad Sinanović, bośniacki koszykarz
- 1984:
  - Álvaro Cejudo, hiszpański piłkarz
  - Marco Domeniconi, sanmaryński piłkarz
  - Valeriya Məmmədova, azerska siatkarka
  - Nuno Morais, portugalski piłkarz
  - Jerzy Owczarzak, polski szachista, trener i sędzia szachowy
  - Mohd Safee Mohd Sali, malezyjski piłkarz
  - János Vas, węgierski szachista
- 1985:
  - Marc Gasol, hiszpański koszykarz narodowości katalońskiej
  - Liu Chunhong, chińska sztangistka
  - Isabel Lucas, australijska aktorka
  - Michał Podsiadło, polski aktor
  - Sa Jae-hyouk, południowokoreański sztangista
  - Jōji Takeuchi, japoński koszykarz
  - Kōsuke Takeuchi, japoński koszykarz
  - Dienis Tołpieko, rosyjski hokeista
- 1986:
  - Drew Tyler Bell, amerykański aktor, tancerz
  - Thomas Greiss, niemiecki hokeista, bramkarz
  - Simon Vukčević, czarnogórski piłkarz
- 1987:
  - José Abreu, kubański baseballista
  - Alex Avila, amerykański baseballista
  - Gao Chang, chińska pływaczka
  - Javier Hernán García, argentyński piłkarz, bramkarz
  - Vladimír Mihálik, słowacki hokeista
  - Justyna Schneider, polska aktorka
  - Sergiu Toma, mołdawski judoka
  - Tom Wandell, szwedzki hokeista
  - Dominika Żółtańska, polska siatkarka
- 1988:
  - Jake Auchincloss, amerykański polityk, kongresman
  - Balázs Bácskai, węgierski bokser
  - Denys Bojko, ukraiński piłkarz, bramkarz
  - Tatjana Czernowa, rosyjska lekkoatletka, wieloboistka
  - Owen Garvan, irlandzki piłkarz
  - Josip Iličić, słoweński piłkarz pochodzenia chorwackiego
  - Johny Placide, haitański piłkarz, bramkarz
  - Catrin Stewart, brytyjska aktorka
  - Carla Tristan, peruwiańska siatkarka
- 1989:
  - Selim Ben Djemia, tunezyjski piłkarz
  - Marta Dobrowolska, polska koszykarka
  - Francisca Donders, holenderska koszykarka
  - Martyna Galewicz, polska biegaczka narciarska
  - Noel Murambi, kenijska siatkarka
  - Łukasz Polański, polski siatkarz
  - Kevin Shattenkirk, amerykański hokeista
  - Kadene Vassell, holenderska lekkoatletka, sprinterka
- 1990:
  - Carlijn Achtereekte, holenderska łyżwiarka szybka
  - Saša Balić, czarnogórski piłkarz
  - Dimitri Colupaev, niemiecki pływak pochodzenia mołdawskiego
  - Grzegorz Krychowiak, polski piłkarz
  - Samra Omerbašić, bośniacka koszykarka
  - Daisuke Suzuki, japoński piłkarz
- 1991:
  - Martina Balboni, włoska siatkarka
  - Sheldon Bateau, trynidadzko-tobagijski piłkarz
  - Ján Greguš, słowacki piłkarz
  - Satomi Suzuki, japońska pływaczka
- 1992:
  - Joséphine Berry, francuska aktorka
  - Markel Brown, amerykański koszykarz
  - Maxi Kleber, niemiecki koszykarz
- 1993:
  - Waleri Kazaiszwili, gruziński piłkarz
  - Michelle Larcher de Brito, portugalska tenisistka
  - Shawn Long, amerykański koszykarz
  - Hanner Mosquera-Perea, kolumbijski koszykarz
  - Akiko Ōmae, japońska tenisistka
  - Lewis Pullman, amerykański aktor
  - Tian Yuan, chińska sztangistka
- 1994:
  - Petar Brlek, chorwacki piłkarz
  - Jakub Gimiński, polski hokeista
  - Lucas Hufnagel, gruziński piłkarz
- 1995:
  - Luka Basic, francuski siatkarz pochodzenia bośniackiego
  - Alyona Kolesnik, azerska zapaśniczka
  - Bohdan Sarnawski, ukraiński piłkarz, bramkarz
- 1996 – Jewgienij Siedow, rosyjski pływak
- 1997:
  - Antoni Majewski, polski wiolonczelista
  - Jack Roslovic, amerykański hokeista
  - Yusuf Yazıcı, turecki piłkarz
- 1998:
  - Michaił Łysow, rosyjski piłkarz
  - Jorge Martín, hiszpański motocyklista wyścigowy
  - JaQuori McLaughlin, amerykański koszykarz
- 1999 – Madison Bailey, amerykańska aktorka
- 2000:
  - Anthony Contreras, kostarykański piłkarz
  - Saana Lindgren, fińska siatkarka
- 2001:
  - Lameck Banda, zambijski piłkarz
  - Zahid Muñoz, meksykański piłkarz
- 2002:
  - José Ángel Carmona, hiszpański piłkarz
  - Stawros Gawriil, cypryjski piłkarz
  - Andri Guðjohnsen, islandzki piłkarz
  - Megan Jastrab, amerykańska kolarka torowa i szosowa
  - Luana Zajmi, słoweńska piłkarka
- 2003:
  - Mateusz Łęgowski, polski piłkarz
  - Jarell Quansah, angielski piłkarz
- 2004 – Erriyon Knighton, amerykański lekkoatleta, sprinter
- 2005 – Kacper Tkocz, polski żużlowiec

## Zmarli
- 1119 – Gelazjusz II, papież (ur. 1058)
- 1180 – Sobiesław II, książę Czech (ur. 1128)
- 1342 – Ludwik de Burbon, książę Bourbon, protoplasta dynastii Burbonów (ur. 1279)
- 1430 – Andriej Rublow, rosyjski malarz, twórca ikon, święty prawosławny (ur. ok. 1360)
- 1477 – Grzegorz z Sanoka, polski duchowny katolicki, arcybiskup lwowski, humanista, poeta (ur. ok. 1406)
- 1522 – Wolfgang, książę Oettingen (ur. 1455)
- 1572 – Luis Colón de Toledo, hiszpański podróżnik, odkrywca, konkwistador (ur. ?)
- 1597 – Elias Ammerbach, niemiecki organista, kompozytor (ur. 1530)
- 1601:
  - Ludwika Lotaryńska, królowa Francji (ur. 1553)
  - Andrzej Rej, polski ziemianin, polityk, działacz kalwiński (ur. 1549)
- 1608 – Fryderyk I, książę Wirtembergii (ur. 1557)
- 1632 – Jan Porcellis, holenderski malarz (ur. ok. 1584)
- 1647 – Francis Meres, angielski pisarz (ur. 1565)
- 1691 – Ryōi Asai, japoński pisarz (ur. 1612)
- 1710 – Hieronim Władysław Ciechanowicz, polski szlachcic, polityk (ur. ?)
- 1713 – Dominik Michał Słuszka, polski magnat, polityk (ur. 1655)
- 1722 – Carl Gustaf Rehnskiöld, szwedzki feldmarszałek (ur. 1651)
- 1723 – Michał Stanisław Piechowski, polski duchowny katolicki, biskup sufragan przemyski (ur. 1662)
- 1743 – André-Hercule de Fleury, francuski kardynał, polityk, pierwszy minister króla Francji (ur. 1653)
- 1751 – Martin Knutzen, niemiecki filozof, wykładowca akademicki (ur. 1713)
- 1763:
  - Johan Ludvig von Holstein, duński polityk (ur. 1694)
  - Louis Racine, francuski poeta (ur. 1692)
- 1771 – Charles Green, brytyjski astronom (ur. 1734)
- 1800 – Michał Pac, polski generał major, polityk (ur. 1754)
- 1802:
  - Antoni Hong Ik-man, koreański męczennik i błogosławiony katolicki (ur. ?)
  - Karol Yi Gyeong-do, koreański męczennik i błogosławiony katolicki (ur. 1780)
- 1803:
  - Andrea Antonio Silverio Minucci, włoski duchowny katolicki, biskup Rimini, arcybiskup Fermo (ur. 1724)
  - Franciszek Ksawery Stoiński, polski szlachcic, wojskowy, polityk, uczestnik konfederacji barskiej (ur. 1744)
- 1814 – Johann Gottlieb Fichte, niemiecki filozof, wykładowca akademicki (ur. 1762)
- 1817:
  - Franz de Paula Triesnecker, austriacki jezuita, uczony (ur. 1745)
  - Henryk XIII, austriacki arystokrata, dyplomata (ur. 1747)
- 1820 – Jerzy III Hanowerski, król Wielkiej Brytanii (ur. 1738)
- 1824 – Joachim Nettelbeck, niemiecki polityk, burmistrz Kołobrzegu (ur. 1738)
- 1829:
  - Paul Barras, francuski polityk, rewolucjonista (ur. 1755)
  - Joachim Józef Grabowski, polski duchowny katolicki, biskup mohylewski (ur. 1756)
  - Timothy Pickering, amerykański prawnik, polityk (ur. 1745)
- 1831 – Józef Szczepan Koźmian, polski duchowny katolicki, biskup kujawsko-kaliski, działacz społeczny, polityk (ur. 1773)
- 1842:
  - Pierre Cambronne, francuski generał (ur. 1770)
  - Per Hagbø, norweski morderca (ur. 1819)
  - William Vane, brytyjski arystokrata, polityk (ur. 1766)
- 1843 – Wilhelm Ludwig Abeken, niemiecki archeolog, filolog klasyczny (ur. 1813)
- 1844:
  - Ernest I, książę Sachsen-Coburg-Saalfeld i Sachsen-Coburg-Gotha (ur. 1784)
  - Filippo Giudice Caracciolo, włoski duchowny katolicki, arcybiskup Neapolu, kardynał (ur. 1785)
  - Ludwika Charlotta, księżniczka Królestwa Obojga Sycylii (ur. 1804)
- 1849 – Johann Joseph Wilhelm Lux, niemiecki weterynarz, wykładowca akademicki (ur. 1773)
- 1859 – William Cranch Bond, amerykański astronom (ur. 1789)
- 1860:
  - Ernst Moritz Arndt, niemiecki pisarz, polityk (ur. 1769)
  - Stefania de Beauharnais, wielka księżna Badenii (ur. 1789)
- 1870 – Leopold II Habsburg-Lotaryński, wielki książę Toskanii (ur. 1797)
- 1871 – Philippe-Joseph Aubert de Gaspé, kanadyjski pisarz (ur. 1786)
- 1872 – Edwin Atherstone, brytyjski prozaik, poeta (ur. 1788)
- 1878 – Bruno Hildebrand, niemiecki ekonomista (ur. 1812)
- 1888 – Edward Lear, brytyjski poeta, autor limeryków, rysownik (ur. 1812)
- 1894 – Tadeusz Bobrowski, polski ziemianin, polityk (ur. 1829)
- 1896 – Jędrzej Wala (starszy), polski przewodnik tatrzański (ur. 1820)
- 1899 – Alfred Sisley, brytyjski malarz (ur. 1839)
- 1900:
  - Dmitrij Anuczin, rosyjski generał, polityk (ur. 1833)
  - Rudolf Arndt, niemiecki psychiatra, wykładowca akademicki (ur. 1835)
- 1901 – Julius Zeyer, czeski poeta, prozaik, dramaturg (ur. 1841)
- 1903 – Jan Śliwiński, polski organmistrz (ur. 1844)
- 1905 – Ludwig Freiherr Possinger von Choborski, austriacki baron, polityk (ur. 1823)
- 1906 – Chrystian IX, król Danii (ur. 1818)
- 1907 – Mizzi Kaspar, austriacka aktorka, prostytutka (ur. 1864)
- 1908:
  - Martin Bloch, niemiecki neurolog pochodzenia żydowskiego (ur. 1866)
  - Zofia Mellerowa, polska pisarka, tłumaczka (ur. 1846 lub 48)
- 1911 – Wacław Nałkowski, polski geograf, pedagog, publicysta (ur. 1851)
- 1912:
  - Herman Bang, duński pisarz, eseista (ur. 1857)
  - Bronisław Markiewicz, polski duchowny katolicki, pedagog (ur. 1842)
- 1913:
  - Władysław Bełza, polski poeta, publicysta (ur. 1847)
  - Édouard Debat-Ponsan, francuski malarz (ur. 1847)
  - Hermann Traube, niemiecki mineralog (ur. 1860)
- 1914 – Henry Holland, brytyjski arystokrata, polityk (ur. 1825)
- 1917:
  - Władysław Biegański, polski lekarz, filozof, logik (ur. 1857)
  - Bronisław Pawlewski, polski chemik-technolog (ur. 1852)
- 1918:
  - Jan August Kisielewski, polski dramatopisarz, teatrolog, krytyk teatralny (ur. 1876)
  - Jack McCulloch, kanadyjski wszechstronny sportowiec (ur. 1872)
- 1919 – Richard Bergh, szwedzki malarz (ur. 1858)
- 1920:
  - Zdzisław Kamiński, polski inżynier górnictwa, prozaik, poeta (ur. 1862)
  - August Mroczkowski, polski ziemianin, nauczyciel, uczestnik powstania styczniowego (ur. 1845)
- 1921 – Stefan Cegielski, polski przemysłowiec, polityk (ur. 1852)
- 1924 – Frank Owens Smith, amerykański polityk (ur. 1859)
- 1925 – Józef Pruszkowski, polski duchowny katolicki, historyk Kościoła (ur. 1837)
- 1927:
  - Andrea Caron, włoski duchowny katolicki, arcybiskup Genui (ur. 1848)
  - Alojzy Nikodem Fizia, polski działacz narodowy i patriotyczny, powstaniec śląski (ur. 1888)
  - Zofia z Potockich Zamoyska, polska szlachcianka (ur. 1851)
- 1928 – Douglas Haig, brytyjski arystokrata, generał, marszałek polny (ur. 1861)
- 1929:
  - Charles Fox Parham, amerykański kaznodzieja i ewangelista zielonoświątkowy (ur. 1850)
  - Paul Gerson Unna, niemiecki dermatolog pochodzenia żydowskiego (ur. 1850)
- 1930 – Elżbieta Franciszka, arcyksiężniczka Austrii i Toskanii (ur. 1892)
- 1933 – Sara Teasdale, amerykańska poetka (ur. 1884)
- 1934:
  - Fritz Haber, niemiecki chemik, laureat Nagrody Nobla (ur. 1868)
  - Antoni Wołk-Łaniewski, polski inżynier, pedagog (ur. 1874)
- 1937 – Józef Gabzdyl, polski muzyk, pedagog (ur. 1895)
- 1938 – Andriej Martynow, rosyjski entomolog, paleontolog, wykładowca akademicki (ur. 1879)
- 1940:
  - Thomas Ball Barratt, norweski pastor (ur. 1862)
  - Gierman Łupiekin, radziecki starszy major bezpieczeństwa państwowego (ur. 1903)
  - Nedo Nadi, włoski szermierz (ur. 1894)
  - Adam Zamenhof, polski okulista, oficer, esperantysta pochodzenia żydowskiego (ur. 1888)
- 1941:
  - Franz Gürtner, niemiecki polityk nazistowski (ur. 1881)
  - Joanis Metaksas, grecki generał, polityk, premier Grecji (ur. 1871)
  - Siergiej Szpigelglas, radziecki wysoki funkcjonariusz radzieckich organów bezpieczeństwa i wywiadu pochodzenia żydowskiego (ur. 1897)
  - Amédée Thubé, francuski żeglarz sportowy (ur. 1884)
- 1943 – Henriette Caillaux, francuska skandalistka (ur. 1874)
- 1944 – Anne Goldthwaite, amerykańska malarka, rysowniczka, pedagog (ur. 1869)
- 1945:
  - Gustav Flatow, niemiecki gimnastyk (ur. 1875)
  - Nikołaj Krasnow, radziecki pilot wojskowy, as myśliwski (ur. 1914)
- 1946:
  - Harry Hopkins, amerykański polityk (ur. 1890)
  - Sidney Jones, brytyjski kompozytor (ur. 1861)
  - Bolesława Lament, polska zakonnica, założycielka Zgromadzenia Sióstr Misjonarek Świętej Rodziny, błogosławiona (ur. 1862)
- 1948:
  - Wilhelm Hennings, niemiecki funkcjonariusz i zbrodniarz nazistowski (ur. 1913)
  - Otto Schütte, niemiecki funkcjonariusz i zbrodniarz nazistowski (ur. 1890)
  - Willi Tessmann, niemiecki funkcjonariusz i zbrodniarz nazistowski (ur. 1908)
  - Tomisław II, włoski arystokrata, król Chorwacji (ur. 1900)
- 1949 – Jakub Karol Parnas, polski chemik, wykładowca akademicki pochodzenia żydowskiego (ur. 1884)
- 1951:
  - Evan Roberts, walijski duchowny protestancki (ur. 1878)
  - John B. Sullivan, amerykański polityk (ur. 1897)
- 1953:
  - Czesław Gumkowski, polski dziennikarz, publicysta, poeta (ur. 1891)
  - Jan Muszkowski, polski bibliotekarz, pedagog (ur. 1882)
- 1954:
  - Ansas Baltris, litewski duchowny ewangelicko-augsburski, działacz społeczny, dziennikarz w Prusach Wschodnich (ur. 1884)
  - George Cattanach, kanadyjski zawodnik lacrosse (ur. 1878)
  - Allen J. Furlow, amerykański prawnik, polityk (ur. 1890)
- 1955:
  - Hans Hedtoft, duński polityk, premier Danii (ur. 1903)
  - Jan Sałapatek, polski partyzant, żołnierz AK i BCh, uczestnik podziemia antykomunistycznego (ur. 1923)
- 1956 – Henry Louis Mencken, amerykański dziennikarz, eseista, satyryk (ur. 1880)
- 1958:
  - Ludwik Chomiński, polski polityk, poseł na Sejm RP (ur. 1890)
  - Arnfinn Heje, norweski żeglarz sportowy (ur. 1877)
- 1959 – Włodzimierz Skoraszewski, polski inżynier (ur. 1894)
- 1960 – Charles Judson Herrick, amerykański neurolog, neuroanatom (ur. 1868)
- 1962:
  - Fritz Kreisler, austriacki skrzypek, kompozytor (ur. 1875)
  - Alexander Murray, brytyjski arystokrata, major (ur. 1872)
- 1963:
  - Robert Frost, amerykański poeta (ur. 1874)
  - Adam Krzyżanowski, polski prawnik, ekonomista, historyk, wykładowca akademicki (ur. 1873)
  - Andrzej Ziemięcki, polski dziennikarz, pisarz science fiction, dyplomata (ur. 1881)
- 1964:
  - Alan Ladd, amerykański aktor (ur. 1913)
  - Vail M. Pittman, amerykański polityk (ur. 1880)
- 1965 – Michał Spisak, polski kompozytor (ur. 1914)
- 1966 – Robert Elias Fries, szwedzki mykolog (ur. 1876)
- 1967:
  - Adam Grzymała-Siedlecki, polski pisarz, krytyk literacki i teatralny, tłumacz (ur. 1876)
  - George Stuart Robertson, brytyjski lekkoatleta, dyskobol i młociarz, tenisista (ur. 1872)
- 1969 – Allen Dulles, amerykański prawnik, dyplomata, dyrektor CIA (ur. 1893)
- 1970:
  - Arje Ben Eli’ezer, izraelski polityk (ur. 1913)
  - Lawren Harris, kanadyjski malarz (ur. 1885)
  - Basil Liddell Hart, brytyjski wojskowy, historyk wojskowości, teoretyk strategii (ur. 1895)
  - Hans Herlak, duński hokeista na trawie (ur. 1881)
  - Stanisław Jan Piątkiewicz, polski rzeźbiarz (ur. 1897)
- 1971 – Phil Shafer, amerykański kierowca wyścigowy (ur. 1891)
- 1974:
  - Anatolij Aleksiejew, radziecki pułkownik pilot (ur. 1902)
  - Herbert Ernest Bates, brytyjski pisarz (ur. 1905)
- 1975 – Said Szarafiejew, radziecki polityk (ur. 1906)
- 1976 – Veikko Huhtanen, fiński gimnastyk (ur. 1919)
- 1977:
  - Jules Cavaillès, francuski malarz (ur. 1901)
  - Freddie Prinze, amerykański aktor, komik (ur. 1954)
- 1978:
  - Stanisław Dygat, polski prozaik, dramaturg, scenarzysta filmowy, felietonista (ur. 1914)
  - Tim McCoy, amerykański aktor (ur. 1891)
- 1979:
  - Reginald Delargey, nowozelandzki duchowny katolicki, arcybiskup metropolita Wellington, kardynał (ur. 1914)
  - Yūsuke Hagihara, japoński astronom (ur. 1897)
- 1980 – Jimmy Durante, amerykański pianista, piosenkarz, aktor (ur. 1893)
- 1981 – Lajos Korányi, węgierski piłkarz (ur. 1907)
- 1983 – Jan Malec, polski polityk, poseł na Sejm PRL (ur. 1923)
- 1984 – Edzard Schaper, niemiecki pisarz, działacz pokojowy (ur. 1908)
- 1985 – Elżbieta Walicka-Kempisty, polska archeolog (ur. 1934)
- 1987:
  - Longin Cegielski, polski polityk, wicepremier (ur. 1920)
  - Hiroaki Zakōji, japoński kompozytor, pianista (ur. 1958)
- 1989 – Morton DaCosta, amerykański reżyser filmowy (ur. 1914)
- 1991 – Yasushi Inoue, japoński pisarz (ur. 1907)
- 1992 – Willie Dixon, amerykański muzyk bluesowy (ur. 1915)
- 1993:
  - Gustav Hasford, amerykański wojskowy, pisarz (ur. 1947)
  - Lars Larsson, szwedzki lekkoatleta, długodystansowiec (ur. 1911)
- 1994:
  - Nick Cravat, amerykański aktor, akrobata, kaskader (ur. 1912)
  - Jewgienij Leonow, rosyjski aktor (ur. 1926)
  - Ulrike Maier, austriacka narciarka alpejska (ur. 1967)
  - Jacob Vaage, norweski historyk, muzealnik (ur. 1905)
- 1995:
  - Dickie Burnell, brytyjski wioślarz (ur. 1917)
  - Mark Cullingham, brytyjski reżyser filmowy (ur. 1941)
  - Jean-Charles Gille, kanadyjski inżynier automatyk, psychiatra, wykładowca akademicki pochodzenia francuskiego (ur. 1924)
  - Song Seong-il, południowokoreański zapaśnik (ur. 1969)
  - Zbigniew Wilski, polski teatrolog, wykładowca akademicki (ur. 1934)
- 1996:
  - Désiré Bourgeois, belgijski piłkarz, trener (ur. 1908)
  - Julius Posener, niemiecki architekt, historyk architektury wykładowca akademicki pochodzenia żydowskiego (ur. 1904)
- 1997:
  - Włodzimierz Parachoniak, polski petrograf, wykładowca akademicki (ur. 1920)
  - Osvaldo Soriano, argentyński pisarz, dziennikarz (ur. 1943)
- 1999:
  - Stanisław Antoszewski, polski kolejarz, polityk, poseł na Sejm PRL (ur. 1923)
  - Jerkyn Äuelbekow, radziecki i kazachski polityk (ur. 1930)
- 2000:
  - Adam Meller, polski dyplomata, działacz komunistyczny pochodzenia żydowskiego (ur. 1910)
  - Herbert Schiller, amerykański krytyk mediów, socjolog, publicysta, wykładowca akademicki (ur. 1919)
  - Hannes Schmidhauser, szwajcarski piłkarz, aktor  (ur. 1926)
- 2001:
  - Zygmunt Charzyński, polski matematyk, wykładowca akademicki (ur. 1914)
  - Franciszek Ginter, polski rolnik, polityk, poseł na Sejm PRL (ur. 1920)
  - Pablo Hernán Gómez, argentyński piłkarz (ur. 1977)
  - Alim Kieszokow, kabardyjski poeta, prozaik, działacz społeczny (ur. 1914)
- 2002:
  - Richard Hare, brytyjski etyk, wykładowca akademicki (ur. 1919)
  - Harold Russell, kanadyjski aktor (ur. 1914)
- 2003:
  - Silvio Confortola, włoski biegacz narciarski (ur. 1910)
  - Lee Yoo-hyung, japoński piłkarz pochodzenia koreańskiego (ur. 1911)
  - Wiktor Nowokszonow, rosyjski paleontolog, wykładowca akademicki (ur. 1966)
  - Jewgienija Sidorowa, rosyjska narciarka alpejska (ur. 1913)
- 2004:
  - Janet Frame, nowozelandzka pisarka (ur. 1924)
  - Mary Margaret Kaye, brytyjska pisarka (ur. 1908)
- 2005:
  - Eric Griffiths, walijski gitarzysta, członek zespołu The Quarrymen (ur. 1940)
  - Ephraim Kishon, izraelski pisarz (ur. 1924)
  - Zhang Taiheng, chiński generał, polityk (ur. 1931)
- 2006 – Nam June Paik, amerykański artysta pochodzenia koreańskiego (ur. 1932)
- 2007 – Lajos Illés, węgierski muzyk, członek zespołu Illés (ur. 1942)
- 2008:
  - Zdzisław Beryt, polski dziennikarz, krytyk filmowy (ur. 1923)
  - Leszek Owsiany, polski porucznik pilot (ur. 1919)
  - Margaret Truman, amerykańska pisarka (ur. 1924)
- 2009:
  - Hélio Gracie, brazylijski mistrz sztuk walki (ur. 1913)
  - John Martyn, brytyjski piosenkarz, gitarzysta (ur. 1948)
  - Aloizs Tumiņš, łotewski bokser (ur. 1938)
- 2010:
  - Jewgienij Agranowicz, rosyjski kompozytor, bard, prozaik, poeta, scenarzysta (ur. 1918)
  - Mlungisi Dlamini, południowoafrykański bokser (ur. 1982)
- 2011:
  - Aleksander Abłamowicz, polski romanista, literaturoznawca, wykładowca akademicki (ur. 1932)
  - Liza Vorfi, albańska aktorka (ur. 1924)
- 2012:
  - Jerzy Giergielewicz, polski pisarz (ur. 1925)
  - Oscar Luigi Scalfaro, włoski polityk, prezydent Włoch (ur. 1918)
  - Tadeusz Ulatowski, polski koszykarz, trener, działacz sportowy (ur. 1923)
- 2013:
  - Tadeusz Biesiekierski, polski architekt (ur. 1921)
  - Bernard Horsfall, brytyjski aktor (ur. 1930)
  - Reinhold Stecher, austriacki duchowny katolicki, biskup Innsbrucku (ur. 1921)
- 2014:
  - Tarit Kumar Sett, indyjski kolarz szosowy (ur. 1931)
  - Janina Weneda, polska pisarka (ur. 1926)
- 2015:
  - Amparo Baró, hiszpańska aktorka (ur. 1937)
  - Colleen McCullough, australijska pisarka (ur. 1937)
  - Rod McKuen, amerykański piosenkarz, poeta (ur. 1933)
  - Stanisław Sikorski, polski polityk, senator RP (ur. 1949)
  - Jan Skrzek, polski muzyk i kompozytor bluesowy (ur. 1953)
- 2016:
  - Jean-Marie Doré, gwinejski polityk, premier Gwinei (ur. 1938)
  - Aurèle Nicolet, szwajcarski flecista (ur. 1926)
  - Jacques Rivette, francuski reżyser i scenarzysta filmowy (ur. 1928)
  - Ken Sailors, amerykański koszykarz (ur. 1921)
  - Mirosław Sajewicz, polski piłkarz (ur. 1956)
  - Janusz Zasłonka, polski kardiochirurg, wykładowca akademicki (ur. 1936)
- 2017:
  - Oscar Emilio Bolaño, kolumbijski piłkarz (ur. 1951)
  - Lech Brański, polski kompozytor, aranżer, dźwiękowiec (ur. 1949)
  - Willy Fossli, norweski piłkarz (ur. 1931)
  - Włodzimierz Kwas, polski zawodnik i trener sportów motocyklowych, dziennikarz sportowy (ur. 1956)
  - Józef Mélèze-Modrzejewski, polski historyk świata antycznego, papirolog, wykładowca akademicki (ur. 1930)
  - Boris Nikołow, bułgarski bokser (ur. 1929)
  - Stanisław Padewski, polski duchowny katolicki, kapucyn, biskup pomocniczy kamieniecki i lwowski, biskup charkowsko-zaporoski (ur. 1932)
- 2018:
  - Ion Ciubuc, mołdawski ekonomista, polityk, premier Mołdawii (ur. 1943)
  - Bolesław Halerz, polski pułkownik pilot (ur. 1929)
  - Krystyna Łyczkowska, polska orientalistka, asyrolog, tłumaczka, wykładowczyni akademicka (ur. 1933)
  - Władysław Młodzianowski, polski porucznik (ur. 1925)
  - Francisco Núñez Olivera, hiszpański superstulatek (ur. 1904)
  - Krzysztof Olszowiec, polski funkcjonariusz BOR (ur. 1964)
  - Clive van Ryneveld, południowoafrykański krykiecista (ur. 1928)
  - Danuta Turzeniecka, polska metrolog, automatyk (ur. 1931)
  - Marek Wisła, polski kajakarz (ur. 1957)
- 2019:
  - Jane Aamund, duńska pisarka, dziennikarka (ur. 1936)
  - Jean-Pierre Boccardo, francuski lekkoatleta, sprinter (ur. 1942)
  - James Ingram, amerykański piosenkarz, multiinstrumentalista, producent muzyczny, autor tekstów (ur. 1956)
  - Józef Michalski, polski rugbysta (ur. 1941)
  - Egisto Pandolfini, włoski piłkarz (ur. 1926)
  - Bolesław Rzewiński, polski żużlowiec (ur. 1954)
- 2020:
  - Georges-Hilaire Dupont, francuski duchowny katolicki, biskup Pali w Czadzie (ur. 1919)
  - Zofia Sokolewicz, polska etnograf, wykładowczyni akademicka (ur. 1932)
  - Stanisław Sudoł, polski ekonomista, wykładowca akademicki (ur. 1928)
- 2021:
  - Danute Bankaitis-Davis, amerykańska kolarka szosowa (ur. 1958)
  - Yvon Douis, francuski piłkarz (ur. 1935)
  - Roberto Fernando, brazylijski piłkarz (ur. 1937)
  - Andrzej Koprowski, polski jezuita, dziennikarz (ur. 1940)
  - Hilton Valentine, brytyjski gitarzysta rockowy, członek zespołu The Animals (ur. 1943)
- 2022:
  - Ryszard Łukasiewicz, polski filolog, dziennikarz, polityk, poseł na Sejm PRL (ur. 1944)
  - Hermenegildo Ramírez Sánchez, meksykański duchowny katolicki, prałat terytorialny Huautli (ur. 1929)
  - Freddy Thielemans, belgijski nauczyciel, samorządowiec, polityk, burmistrz Brukseli, eurodeputowany (ur. 1944)
- 2023:
  - Wadym Dobyża, ukraiński piłkarz, trener (ur. 1941)
  - Krister Kristensson, szwedzki piłkarz (ur. 1942)
  - Dmytro Pawłyczko, ukraiński poeta, tłumacz, krytyk literacki, polityk, dyplomata (ur. 1929)
  - Kyle Smaine, amerykański narciarz dowolny (ur. 1991)
  - Piotr Waśko, polski samorządowiec, polityk, poseł na Sejm RP (ur. 1961)
  - Annie Wersching, amerykańska aktorka (ur. 1977)
- 2024:
  - Fernando Acevedo, peruwiański lekkoatleta, sprinter (ur. 1946)
  - Jan Lach, polski muzykolog, dyrygent (ur. 1936)
  - Delio Lucarelli, włoski duchowny katolicki, biskup Rieti (ur. 1939)
  - Sandra Milo, włoska aktorka (ur. 1933)
- 2025:
  - Dawid Bartos, polski piłkarz (ur. 1978)
  - Iwan Charałampiew, bułgarski językoznawca, mediewista (ur. 1946)
  - Gianpaolo Grisandi, włoski kolarz torowy (ur. 1964)
  - Roman Piotrowski, polski kardiolog (ur. 1983)
  - Richard Williamson, angielski duchowny, ekskomunikowany biskup katolicki, literaturoznawca (ur. 1940)